# Yung Lean
Jonatan Aron Leandoer Håstad (nascido em 18 de julho de 1996), mais conhecido pelo nome artístico Yung Lean, é um rapper, cantor, compositor e produtor musical  sueco. Ele já lançou três mixtapes, quatro álbuns de estúdio e múltiplos singles no YouTube sob seu selo Sad Boys Entertainment, incluindo "Ginseng Strip 2002", "Kyoto", "Yoshi City", "Metallic Intuition" e "Red Bottom Sky".

## História
Nascido e criado em Estocolmo, tendo passado parte da sua infância em Minsk, Yung Lean começou a atrair a atenção do público com a musica intitulada Ginseng Strip 2002 postada no site SoundCloud e com o videoclipe para sua canção "Kyoto" disparou em popularidade, ultrapassando quarenta e seis milhões de visualizações no YouTube. Ele se apresenta, grava e colabora com o coletivo ''Sad Boys'' que possui os ''beatmakers'' e produtores Yung Sherman e Yung Gud.
Yung Lean tem sido controverso pelo seu jeito 'indolente' de fazer rap. A revista XXL, uma das principais publicações de hip-hop dos Estados Unidos, o incluiu na edição de 2014 de sua lista de "15 Rappers Europeus que Você Deveria Conhecer". A revista britânica Fact definiu sua segunda mixtape, 'Unknown Death 2002', como  "uma sequência lógica das técnicas inovadoras do Clams Casino e Beautiful Lou, emergindo com números espessos e melancólicos que caem de forma fascinante, rara e sincera", enquanto a Vibe Magazine a incluiu em sua lista de "As 10 Mixtapes de Estreia de Rap mais Negligenciadas de 2013", descrevendo-a como uma "progressão natural das rimas de livre associação e frequentemente sem sentido de Lil' B, com um senso melódico mais afiado".
Leandoer é conhecido por usar chapéus de pescador (Bucket hat). A publicação Vice afirmou que "Yung Lean fará com os chapéus de pescador o que Mac Miller fez com os bonés de aba reta", em referência à popularização dos bonés promovida por Miller. Suas letras tratam de temas como video games, drogas e produtos como Arizona Iced Tea, Gatorade e roupas das marca The North Face, EA7, Nike e Y-3, além de muitas vezes trazerem referências a elementos da cultura pop, como Pokémon, Animes, Filmes de Horror, Crash Bandicoot e o escritor Haruki Murakami.
Em 2013, Yung Lean e seu grupo, Sad Boys, fizeram sua primeira turnê pela Europa. No mesmo ano, a Fact Magazine publicou um artigo intitulado "O Crescimento dos Sad Boys: de Kompakt a Yung Lean, uma história de como artistas da música eletrônica demonstram sua tristeza" (Rise of the Sad Boys: from Kompakt to Yung Lean, a history of how electronic musicians have worn their sadness on their sleeves), que afirmava que "a mixtape Unknown Death 2002 é a epítome do Sad Rap".
O site norte-americano Consequence of Sound, especializado em música pôs a faixa "Ginseng Strip 2002", música do EP "Lavender", na posição 44 em sua lista das 50 melhores canções de 2013.
Em 2014, Yung Lean e os Sad Boys iniciaram sua turnê White Marble, com shows em 24 cidades da Europa. Logo após o fim da White Marble, os Sad Boys anunciaram uma outra turnê intitulada Black Marble, com concertos em múltiplas cidades nos Estados Unidos e no Canadá. O primeiro show da turnê ocorreu em julho no Webster Hall, em Nova York, e foi bem-recebido por diversos críticos de publicações como a XXL Magazine e o The New York Times.

## Projetos Paralelos
Yung Lean é também o vocalista da banda punk Död Mark, junto com seu colega SadBoy, Gud. O álbum de estréia da dupla, Drabbad av Sjukdom, foi lançado em 2016 pela gravadora de Estocolmo YEAR0001.
Håstad também participou de duas faixas do álbum "Blonde" do cantor Frank Ocean, ''Self Control'' e '' Godspeed''.
Fora da música, Håstad está escrevendo um roteiro sobre "um estranho drama de gângster" e uma ópera rock sobre John Ausonius, um serial killer sueco. Håstad aspira se tornar ator.

## Vida Pessoal

### Brasil
Em uma entrevista a Red Bull Brasil em 2017, Håstad se disse ser um grande fã de Funk e ter vontade de se apresentar no Brasil. Em mensagem à pagina Yung Lean Brasil em 2024, o rapper voltou a citar o Brasil e sua vontade de visitar o país em breve.

### Hospitalização
Enquanto gravava seu segundo álbum de estúdio, Warlord, Håstad viveu em Miami, Flórida. Durante este tempo, Håstad tornou-se viciado em Xanax, Codeína e Cocaína. Em 7 de abril de 2015, Håstad teve uma overdose e foi hospitalizado no Mount Sinai Medical Center e no Miami Heart Institute antes de voltar para a Suécia para morar com a família. Håstad foi diagnosticado com Transtorno Bipolar.

## Discografia
Discografia de Yung Lean
- Unknown Memory (2014)
- Warlord (2016)
- Warlord Deluxe Edition (2016)
- Stranger (2017)
- Starz (2020)

## Död Mark
Död Mark é uma banda sueca de punk / grunge composta por Yung Lean e Yung Gud, mais conhecidos por seus projetos de Cloud-Rap.

## Jonatan Leandoer127
O pseudônimo do cloud rapper sueco, Yung Lean, Jonatan Leandoer127 ou jl127 é um projeto paralelo que mostra o lado mais artístico, triste e pessoal de Jonatan Leandoer.

## Referência
1. 1 2  Yung Lean - 16-åringen från Stockholm får världen att häpna. Acesso em 2 de julho de 2014. (em sueco)
2. 1 2  Capell, Frances (2013) "Yung Lean Doer Is the Weirdest 16-year-old White Swedish Rapper You'll Hear This Week". Acesso em 2 de julho de 2014. (em inglês)
3. 1 2  "http://www.xxlmag.com/news/2014/06/15-new-european-rappers/16/ The New New: 15 European Rappers You Should Know]. Acesso em 2 de julho de 2014.
4. ↑  "Видео: Кой шведски рапър трябва да чуете според "Мандо Диао". Acesso em 2 de julho de 2014. (em búlgaro)
5. ↑  Shapiro, David (2014) "http://www.newyorker.com/culture/culture-desk/yung-lean-king-of-the-sad-boys Yung Lean, King of the Sad Boys]. Acesso em 2 de agosto de 2014. (em inglês)
6. ↑  Friedlander, Emilie (2014) “Taking Arizona Iced Tea and Making It Cry”: An Interview with Yung Lean and the Sad Boys. Acesso em 2 de agosto de 2014. (em inglês)
7. ↑  Mixtape Round-up: Main Attrakionz, DJ Mustard & Teeflii, Metro Zu, Yung Lean, and More. Acesso em 2 de julho de 2014. (em inglês)
8. ↑  Weinstein, Max (2013) The 10 Most Overlooked Debut Rap Mixtapes of 2013. Acesso em 2 de julho de 2014. (em inglês)
9. ↑  Hunt, El (2014) "Tracks: Alt-J, Jessie Ware & More. Acesso em 2 de julho de 2014. (em inglês)
10. ↑  Bassil, Ryan (2014) Yung Lean Is Going To Do Bucket Hats Like Mac Miller Did the Snapback. Acesso em 2 de julho de 2014. (em inglês)
11. ↑  Friedlander, Emilie (2014) Social Anxiety: Yung Lean, the Sad Boys and the Evolution of the Outsider Stance. Acesso em 6 de julho de 2014. (em inglês)
12. ↑  Rise of the Sad Boys: From Kompakt To Yung Lean, a History of How Electronic Musicians Have Worn Their Sadness on Their Sleeves. Acesso em 2 de julho de 2014. (em inglês)
13. ↑  "Top 50 Songs of 2013". Acesso em 7 de agosto de 2014. (em inglês)
14. ↑  Friedlander, Emile (2014) Swedish Rapper Yung Lean Talks Gold, Phones in "Motorola". Acesso em 2 de julho de 2014. (em inglês)
15. ↑  Plaugic, Lizzie (2014) Watch: Yung Lean – “Motorola” Video. Acesso em 2 de julho de 2014. (em inglês)
16. ↑  Malik, Stephanie (2014) Exclusive: Yung Lean & Sad Boys Team Up With Shallowww For a New Aesthetic. Acesso em 2 de julho de 2014. (em inglês)
17. ↑  "Noisey Presents Yung Lean's First North American Show in New York City. Acesso em 2 de julho de 2014. (em inglês)
18. ↑  Plaugic, Lizzie (2014) Yung Lean Is Coming To America, Drops “Yoshi City” Video. Acesso em 2 de julho de 2014. (em inglês)
19. ↑  Yung Lean & Sadboys @ Cabaret Underworld". Acesso em 2 de julho de 2014. (em inglês)
20. ↑  Yung Lean. Acesso em 2 de julho de 2014. (em inglês)
21. ↑  Rys, Dan (2014) Yung Lean Surprises With An Energetic Show In NYC. Acesso em 2 de agosto de 2014. (em inglês)
22. ↑  Caramanica, Jon (2014) From Neophyte to Pit Bull, in a Fun House Mirror of Hip-Hop Mannerisms. Acesso em 2 de agosto de 2014. (em inglês)
23. ↑  Brasil, Yung Lean (18 de julho de 2024). «Aconteceu! Yung Lean notou a gente e respondeu nosso desejo de Feliz Aniversário». X. Consultado em 16 de setembro de 2024